# René Allenbach
René Jean Edouard Allenbach (* 6. März 1889 in Nanterre; † 28. Mai 1958 in Dettwiller) war ein französischer Maler, Illustrator, Kupferstecher und Radierer.

## Leben
René Allenbach wurde als Sohn einer wohlhabenden Familie in Nanterre geboren. Sein Vater war Industrieller. Beide Eltern stammten aus Dettwiller im Elsass. Die Familie wanderte 1885 nach Sankt Petersburg aus. René musste wegen Herzproblemen ins Elsass zurückkehren, wo er von seiner Tante Salomé in Dettwiller gepflegt wurde. Bis er 11 Jahre alt war, besuchte er die lokale Grundschule, danach die weiterführende Schule in Straßburg, schließlich die École des Arts Décoratifs (Kunstgewerbeschule) in Straßburg ab 1905, wo er 5 Jahre lang studierte bei den Professoren Jordan, Camissar und Daubner. Von 1910 bis 1911 besuchte er die Königliche Akademie in Leipzig beim berühmten Graveur Aloyse Kolb. Während dieser Zeit entstanden drei Steingravuren: das Zorntal in den Nordvogesen, die Seekanzel am Weißen See in den Vogesen und der Hanauer Weiher bei Bad Niederbronn. 1912 ging er nach München an die Kunstakademie zu Professor Hahn. Zwischen 1912 und 1914 organisierte er seine ersten Ausstellungen in Wiesbaden, Essen und Stuttgart. 1913 schließlich gründete er mit finanzieller Unterstützung seines Vaters ein eigenes Atelier in Straßburg in der Grand Rue. Er begann als Illustrator und Graveur, auf Werbeanzeigen spezialisiert z. B. für Weinfeste und verschiedene Biermarken. In seinem Atelier traf er sich mit den Malern Lucien Hueber (1888–1955), Louis Philippe Kamm (1882–1959), Jacques Gachot (1855–1955), Henri Solveen, Thomas und Charles Frantz. Er unterrichtete an der Kunstgewerbeschule in Straßburg Ölmalerei, Aquarell, Kohle, Monotypie, Rötel, Lavierung, Tempera und chinesische Tuschezeichnungen. 1933 wurde er Direktor der Schule. Am bekanntesten ist er jedoch für die Gravur, deren verschiedene Techniken er beherrschte: auf Holz, Kupfer, Linoleum, Radierungen und Aquarell-Llithografien.
1926 heiratete er Louise Caroline Hammann, die aus Dettwiller stammte. Sie stand ihm öfter Modell. 1932 kaufte er sich ein Haus in Dettwiller, er besaß schon ein kleines Landhaus am Weiher von Imsthal in der Nähe. Wegen des Kriegs zog er 1940 für einige Zeit nach Arles, kam aber nach kurzer Zeit nach Dettwiller zurück. Während seiner Zeit als Direktor der Kunstgewerbeschule wohnte er auch in Straßburg. Lucien Hueber, den er während des Studiums kennengelernt hatte, blieb sein bester Freund. 1958 starb er in Dettwiller, wo eine Straße nach ihm benannt ist, er war seit 1945 Ehrenbürger dieser Gemeinde. Der Pastor und Politiker Charles Émile Altorffer war sein Schwager.
Während des Ersten Weltkriegs wurde er an der Front in Flandern eingesetzt, wo er zahlreiche Skizzen fertigte. Er reiste zu Studien und zum Zeichnen nach Italien, nach Rom und Florenz, später nach Saint-Tropez, in die Schweiz und nach Cagnes-sur-Mer.

## Werk
Bemerkenswert ist die Breite seiner Techniken: Aquarell, Öl, Zeichnung und Gravur, letztere in Holz, Linoleum, Stein oder Kupfer. In seinen Stichen orientierte er sich an Albrecht Dürer, Rembrandt und Charles Méryon (1821–1868). Er malte oft Landschaften mit friedlicher, ruhiger Atmosphäre, am liebsten in „Plein Air“. Neben der Arbeit für die Werbung entwarf er auch Exlibris und Postkarten. Unter  findet man eine große Auswahl seiner Werke.